# Заланівська сільська рада
| Заланівська сільська рада — орган місцевого самоврядування у Рогатинському районі Івано-Франківської області з адміністративним центром у с. Заланів. 9 березня 1960 р. Станіславський облвиконком ухвалив рішення про приєднання Заланівської сільради до Дичківської. Відновлена 21 лютого 1995 року. Сільській раді підпорядковані населені пункти: - с. Заланів - с. Малий Заланів |

## Склад ради
Рада складається з 16 депутатів та голови.

### Керівний склад ради
| ПІБ                   | Основні відомості                                                               | Дата обрання | Дата звільнення |
| --------------------- | ------------------------------------------------------------------------------- | ------------ | --------------- |
| Жмуд Любомир Іванович | Сільський голова, 1950 року народження, освіта                                  | 26.03.2006   | 31.10.2010      |
| Жмуд Любомир Іванович | Сільський голова, 1950 року народження, освіта середня спеціальна, безпартійний | 31.10.2010   |                 |

Примітка: таблиця складена за даними джерела